# 2069 Hubble
2069 Hubble là thiên thạch vành đai chính sẫm màu. Nó được phát hiện bởi Chương trình tiểu hành tinh Indiana ở Đài thiên văn Goethe Link ngày 29 tháng 3 năm 1955. Thiên thạch được đặt theo tên của nhà du hành vụ trụ người Mỹ Edwin Hubble.